# Carl Fröhlich

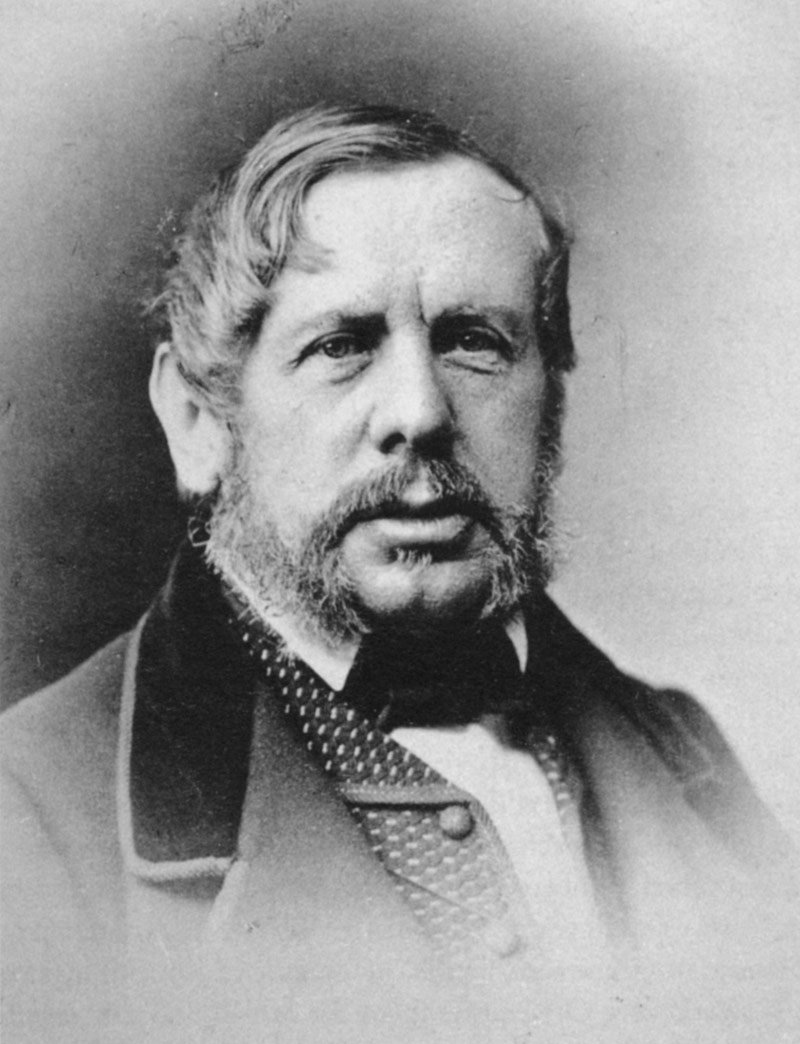
Carl Fröhlich

Carl August Fröhlich (* 11. November 1813 in Karlsruhe; † 27. April 1880 ebenda) war badischer Regierungsrat und Ehrenbürger von Wiesloch.

## Leben
Er war der Sohn eines Amtsrats, besuchte von 1823 bis 1832 das Gymnasium in Mannheim und studierte bis 1836 Rechtswissenschaften in Tübingen und Heidelberg. 1833 wurde er Mitglied des Corps Franconia Tübingen. 1838 trat er als Rechtspraktikant in den Staatsdienst. 1843 wurde er Sekretär im Kriegsministerium in Karlsruhe, 1847 Assessor am Bezirksamt Ettenheim und 1848 Amtmann beim Stadtamt Karlsruhe. Zum 1. Juli 1850 wurde er Amtsvorstand des Bezirksamts Wiesloch. Ab Oktober 1853 war er Mitglied des evangelischen Oberkirchenrats in Karlsruhe, ab 1855 Regierungsrat im Oberrheinkreis und ab 1860 Geheimer Regierungsrat im Mittelrheinkreis. 1864 kam er als Verwaltungsgerichtsrat zum Verwaltungsgerichtshof. 1875 trat er in den Ruhestand.
Von 1855 bis 1870 war Fröhlich Abgeordneter zur Zweiten Kammer der Badischen Ständeversammlung.

## Auszeichnungen
- Ehrenbürger von Wiesloch, 30. September 1853
- Ritterkreuz 1. Klasse des Ordens vom Zähringer Löwen, 1862